# 志布志事件
志布志事件（しぶしじけん）は、2003年（平成15年）4月13日投開票の鹿児島県議会議員選挙（統一地方選挙）の曽於郡選挙区で当選した中山信一県議会議員の陣営が、鹿児島県曽於郡志布志町（現・志布志市）の集落で、住民に焼酎や現金を配ったとして、中山やその家族と住民らが公職選挙法違反容疑で逮捕された事件を巡る捜査において、鹿児島県警察捜査第二課・統一地方選公選法違反取締本部が、自白の強要や、数か月から1年以上にわたる異例の長期勾留と、違法な取り調べを行った事件の通称。
この集落は、自民党所属で当選7回（当時）の鹿児島県議会議員・森義夫が強固な地盤を築いていたことで知られていた。森は捜査を指揮した警部（当時）と20年来の親交が有り、捜査開始前に警部が森を訪ねただけでなく、度々情報交換を行っていたことが取材により判明している。
マスメディアでは鹿児島選挙違反事件（かごしませんきょいはんじけん）、鹿児島県議選買収事件（かごしまけんぎせんばいしゅうじけん）などとの通称も使われる。

## 事件経過
2003年当時、鹿児島県議会曽於郡選挙区は定数3で、自民党公認の現職3名が無投票で再選される見通しとなっていた。ところが、志布志町議会議員であった中山信一が無所属で出馬したことにより、一転して4名による激しい選挙戦が繰り広げられ、中山は3位で当選（後に自民党会派へ参加）。自民党現職の市ヶ谷誠が次点となり落選した。

### 缶ビール供与事件（踏み字事件）
その選挙の投開票翌日の2003年（平成15年）4月14日早朝、中山信一と姻戚関係にあり、陣営の運動員をしていたホテル経営者の男性が、志布志町内の集落において中山への投票を依頼して缶ビールを配った容疑があるとし、志布志警察署より出頭要請を受け、任意聴取を受けた。
ホテル経営者はこの容疑に全く心当たりがなく、容疑を全面否認。しかし、捜査担当者は連日にわたりホテル経営者を署で取り調べ、3日目の4月16日にはホテル経営者の父・義父（妻の父）・孫の3名からのメッセージに見立てて「お前をそんな息子に育てた覚えはない」「こんな男に娘を嫁にやった覚えはない」「早く正直なじいちゃんになって」と書いた紙をホテル経営者の座る椅子の前に置き、警部補がホテル経営者の両脚を持って、それらの紙を強引に踏み付けさせる踏み絵ならぬ「踏み字」を強要した。
結局、ホテル経営者の取り調べは証拠不十分のため打ち切られたが、ホテル経営者は精神的苦痛から体調を崩し入院した。その後、このホテル経営者から投票を依頼され、缶ビールを受け取ったとされた建設会社役員の取り調べでは、捜査担当者が始めから、容疑を認める内容の供述をした旨が記載された供述調書を提示して、署名をするよう強要したものの、役員は「事実と異なる」として供述調書の署名を拒否。そのため、缶ビール事件の捜査は打ち切られた。

### 焼酎・現金供与事件
県警は次に、中山陣営の運動員から焼酎2本と現金2万円の入った封筒を受け取った容疑で、志布志町内在住の女性ら13名の取り調べを始める。この女性は最初に任意で事情聴取を受けた際は容疑を否認したが、再び出頭要請を受け自宅近くの交番で取り調べを受ける。しかし、容疑を否認し続けたことに対して捜査担当者が業を煮やし「認めれば逮捕はしない」として交番の窓を開け、女性を窓際に立たせて焼酎2本と現金を受け取ったことを認める旨を表通りに向かって「私がやりました」と絶叫する事を強要した。女性は命令に従ったものの、有力な物証がないことから起訴には至らなかった。
4月18日、県警は、現金と焼酎を配った公選法違反容疑で中山陣営の運動員として活動していた別の女性を逮捕。この女性は出頭要請時に「容疑を認めなければお前の家族も全員まとめて逮捕してやるぞ」と警察官から脅迫され、やむなく出頭に応じるが、以後115日間にわたる長期間の勾留を強いられた結果、身に覚えのない買収行為を認める旨の供述調書に署名した。それにより、この女性の夫も逮捕され181日間にわたり勾留される。
しかし、この事件も、物証であるはずの封筒が出て来なかったり、捜査の中途で配られた現金の額が2万円から1万円に減額されるなど、不自然な点が多くあった。最終的に13名が取り調べを受け、供述調書に署名した2名が起訴された。

### 買収会合事件
県警は焼酎・現金供与事件で任意の事情聴取に応じたうち1名の証言から、「中山本人が志布志町内の集落で4回にわたり会合を開き、出席者に現金を直接配る買収行為を行った」容疑があるとして裏付け捜査を開始する。その結果、この集落にある7世帯の住民が次々と逮捕・起訴され、102 - 186日の間、長期勾留される異常事態となった。
15名中、9名は容疑を否認したが、6名は捜査担当者の自白強要や「村八分」への恐怖心から容疑を認める旨の供述を行い、県警は中山と妻を2003年6月4日に公選法違反容疑で逮捕した。中山と妻は一貫して容疑を否認し、中山の妻は273日間、中山は395日間、長期勾留された。中山は保釈申請を9回出したが、証拠隠滅のおそれありとして8回却下された。また、ほとんどの期間、接見も禁止された。
その間、中山は選挙当日から99日後の2003年7月20日に弁護士を通じて、保釈許可が下りないことを主な理由に辞職（および自民党会派からの離脱）を県議会議長に届け出た。
公選法第97条の規定では、選挙当日から90日以内に当選者が死亡・辞職などの理由で欠員となった場合、次点の候補者が繰り上げ当選となる。次点であった元職・市ヶ谷の繰り上げ当選にはならず、補欠選挙が実施されることになる。翌2004年7月11日に実施された補欠選挙には、直前まで勾留されていた中山と市ヶ谷の2名が出馬したが、市ヶ谷が当選し、中山の県議復帰はならなかった。

### 無罪判決
有権者に焼酎や現金191万円を配ったとして、贈賄側として中山とその妻、収賄側として住民11名の合計13名が、焼酎・現金供与事件と買収会合事件の公職選挙法違反2件で起訴された。鹿児島地方裁判所における公判では、取り調べに際して容疑を認めた6名を含め、全員が容疑を否認。一方、鹿児島地方検察庁側は物証を欠いたまま、自白の供述調書を唯一の証拠として争ったが、4回行われたとされる会合のうち、2回は日時の特定に至らず、残り2回も中山側のアリバイが提示された。検察の提示した贈収賄があったとされる会合の日時が二転三転するなど混迷を極めた。
2007年2月23日、鹿児島地方裁判所で担当裁判長を務めた谷敏行判事は、
- 4回行われたとされる会合のうち2回は日時が特定されておらず、日時が特定されている2回についても中山は同窓会や別の場所で行われていた会合に出席していることが確認され、いずれもアリバイが成立する。
- そもそも、7世帯の小規模な集落で多額の現金を供与する行為が、投票の取りまとめに結び付く効果が有るかどうか疑わしい。

などの理由を挙げて、唯一の証拠とされた供述調書の信用性を否定。主犯とされた中山を始め被告人12名全員（起訴された13名中、1名は公判中に病死のため公訴棄却）に無罪判決を言い渡した。検察側が控訴しなかったため、そのまま無罪が確定判決となった。

### 処分
- 当時の志布志警察署署長 - 本部長注意
- 警部・捜査主任 - 所属長訓戒
- 担当警部補 - 3ヶ月間減給1⁄10

## 事件後の主な動向
- 2007年4月9日、中山は鹿児島県議選で旧・曽於郡区を分割して新設された志布志市・曽於郡区（定数1）より無所属で出馬し、2004年の補選で敗れた市ヶ谷ら2名に勝利し県議に復帰した。
- 2007年6月22日未明、森義夫が曽於市内で交通事故により死去。4月の県議選において旧・曽於郡区を分割して新設された曽於市区（定数1）で8選した後2か月弱での事故であった。享年73。選挙から90日を経ない欠員であったため、元職1名が繰り上げ当選。
- 2007年9月19日、福岡高等検察庁は、「踏み字」事件によりホテル経営者から特別公務員暴行陵虐罪で刑事告訴されていた元警部補（8月に鹿児島県警察を依願退職）を在宅起訴した。
- 2007年10月3日、鹿児島地方裁判所は、元被告人12名に勾留1日当たり1万2,500円の刑事補償金支払いを決定。
- 2007年10月23日、鹿児島地方検察庁が、「踏み字」を強要されたホテル経営者の男性に対し、拘置期間1日当たり1万2,500円、総額26万2,500円の刑事補償金支払いを決定。
- 2008年2月13日、法務省で行われた検察長官会同の席で、法務大臣鳩山邦夫が本事件について「冤罪と呼ぶべきではないと思う」と発言。会同の終了後、記者の質問に対して「冤罪という言葉は、全く別の人を逮捕し、服役後に真犯人が現れるなど百パーセント濡れ衣の場合を言い、それ以外の無罪事件にまで冤罪を適用すると、およそ無罪というのは全部冤罪になってしまうのではないか」と釈明した。
- 2008年3月18日、福岡地方裁判所は「踏み字」事件について、元警部補に対し、懲役10月・執行猶予3年の有罪判決を言い渡した。元警部補はこの判決を不服として3月31日に福岡高等裁判所へ控訴したが、福岡高裁は9月9日に控訴を棄却。元警部補は最高裁判所への上告を断念し、特別公務員暴行陵虐罪での有罪が確定判決となった。
- 2008年6月23日、日本弁護士連合会製作で、事件を元にした短編ドキュメンタリー映画「つくられる自白 志布志の悲劇」のDVDが発売される。

## 損害賠償訴訟・住民監査請求
この事件に関連して、元被告人や弁護人、取り調べを受けたものの起訴猶予となった運動員や住民らにより、複数の民事訴訟や住民監査請求が起こされている。

### 国・県を相手取った損害賠償訴訟
2007年（平成19年）10月19日、中山ら元被告人12名と公判中に死亡した男性の遺族5名が原告となり、日本国政府と鹿児島県を相手取って、違法な取り調べにより肉体的・精神的苦痛を受けたとして、総額2億8,600万円の国家賠償を求め、鹿児島地方裁判所民事部に、民事訴訟による損害賠償請求訴訟を起こした。原告団は、この訴訟を通じて、未解明となっている『鹿児島県警察の捜査手法の問題点』を明らかにしたいと表明している。
2015年（平成27年）5月15日、鹿児島地方裁判所は「虚偽の自白を創り出した鹿児島県警察の捜査には違法があった。鹿児島地方検察庁にも注意義務違反があった」として、日本国政府と鹿児島県に合計6,000万円（一人当たり460万円）の国家賠償を命じた。鹿児島地方検察庁や鹿児島県や法務省は、福岡高等裁判所宮崎支部への控訴断念を表明したため、この地裁判決が確定判決となった。また、起訴されなかった住民に対する賠償についても同支部にて全員に支払うよう宣告された。

### 「踏み字」損害賠償訴訟
缶ビール事件における取り調べに際し、捜査担当者から「踏み字」を強要されて精神的苦痛を受けたとして、ホテル経営者が鹿児島県を相手取って起こした民事訴訟についても、2007年1月18日に鹿児島地裁で、捜査手法の違法性を認め、約60万円の賠償を命じる判決が下された。この判決は鹿児島県の控訴断念により確定判決となった。
なお、志布志市在住の司法書士が、この判決により命じられた約60万円の賠償金について税金からの拠出は不当であるとして、元警部補本人に同額を負担させるよう、鹿児島県の監査委員に対して住民監査請求を行っていたが、鹿児島県警察は、元警部補が在宅起訴されたことを受けて、元警部補に全額の負担を求め、元警部補がこれに応じ50万円を拠出。司法書士はこの対応を評価し、残り10万円については、当時の鹿児島県警本部長や捜査責任者であった警部が負担すべきであるとの見解を表明したうえで、請求を取り下げた。

### 接見交通権侵害訴訟
本事件において、勾留された被告人との接見時の会話を、捜査担当者が供述調書に記録した行為は接見交通権の侵害に当たるとして、弁護人11名が原告となって鹿児島地裁で起こしていた民事訴訟では、2008年3月24日に、捜査担当者の権利侵害を認めて、国と鹿児島県に550万円の賠償を命じる判決が言い渡された。この判決は、国・鹿児島県の双方とも福岡高裁宮崎支部への控訴を断念し、確定判決となった。

### その他の民事訴訟
この他、任意聴取を受けた集落の住民8名（刑事事件については無罪確定。うち4名は訴訟開始後死去し、遺族9名が引き継ぎ）ら原告計17名が、自白の強要により精神的苦痛を受けたとして、国と鹿児島県に総額2億8,600万円（1人当たり2,200万円）の支払いを求めた国家賠償請求訴訟を起こした。2015年5月、鹿児島地方裁判所は県警の捜査に過失・違法行為があったと認定、検察の起訴・公判継続についても違法とし、国と県に対し総額5,980万円（1人当たり460万円）の賠償金を支払うよう命じた。
また、事件の当事者ではないが、熊毛郡屋久島町在住の行政書士が原告となり、2007年2月に定年退職した事件当時の志布志署長の退職金を県に返納させるよう県警本部長に対して求める訴訟も同地裁民事部で起こされているが、これについては鹿児島地裁が2009年1月16日に「支払いが著しく妥当性を欠くとはいえない」として、原告請求を棄却した。

## 鹿児島県警察の対応
例年なら3月に行われる鹿児島県警の人事異動が、2007年は前倒しして2月に行われており、この事件の捜査に関わった担当者や幹部の大半が異動の対象（事件当時の署長も定年退職）となった事から、被告人の支援者などから「事件に絡む処分を回避するために、異動の時期を早めたのではないか」との批判が挙がっている。ただし、4年に一度の統一地方選挙が行われる年は、2月に異動を行うのが通例とされている。
2月には「踏み字」事件の民事訴訟で、鹿児島県側の敗訴が確定したことにより、捜査を指揮した元警部補を減給10分の1、元署長を警察本部長注意、担当警部を所属長訓戒とする懲戒処分を発表した。
3月19日、無罪判決を受けて、当時の鹿児島県警察本部長・倉田潤が謝罪。しかし、事件が警察によるフレームアップ（捏造）だったのではないかとの指摘については否定。10月3日にも9月の人事異動により、就任した新本部長が、鹿児島県議会で改めて謝罪。この際、鹿児島県議員の質問に対し、買収会合が行われたとされる日時の中山のアリバイが存在する可能性について、捜査の初期段階から認識していたことを認める答弁を行った。なお倉田は東京都青少年・治安対策本部本部長、警察庁交通局長などを経て、2015年に定年退官。
元警部補は、8月に「一身上の都合」を理由として、鹿児島県警察を依願退職。当初は退職金の支払いが予定されていたが、特別公務員暴行陵虐罪で在宅起訴されたことに伴い、退職金支払いは差し止められた。
2008年3月4日、県警は本事件の捜査に対する功労を含む、2003年度の警察庁長官表彰（約3万円）を返納したことを発表。無罪判決確定後も、本事件の捜査のみが表彰理由でないことを挙げて、返納の予定は無いとしていたことに対して、鹿児島県議会で追及を受けかつ批判が相次いだため、一転して返納することになったが「無罪判決が返納の理由ではない」としている。

## マスコミによる責任追及
志布志事件を警察権力の犯罪としていち早く追及したのは朝日系列である。いち早く報じたのは、警察不祥事追及の第一人者であるジャーナリスト・鳥越俊太郎の番組『ザ・スクープ』だった（2005年2月13日）。当時捜査にかかわり後に内部告発した現職警察官に取材して、鹿児島県警察本部の捜査手法自体に問題ありと断じている。
朝日新聞社は入手した内部資料を元に、2006年1月からでっちあげの手口を暴露し、その後も本事件の報道に力を入れた。一連の報道により、2007年11月に朝日新聞は「鹿児島県警による03年県議選公職選挙法違反『でっちあげ事件』をめぐるスクープと一連のキャンペーン」で石橋湛山記念早稲田ジャーナリズム大賞を受賞した。
テレビ朝日（鹿児島県内では鹿児島放送を通じて放送）は『スーパーモーニング』『報道ステーション』などで当事者13名 に取材した特集を組み、違法捜査を暴露。その後、NHKが『ETV特集』（NHK教育）において「私はやっていない 〜冤罪は何故起きたか」で本事件と氷見事件の冤罪被害者へのインタビューを交えたドキュメンタリーを放送し、2つの事件での警察の違法捜査を暴露した（2007年9月9日放送）。番組の後半では、スタジオに土本武司（元最高検察庁の検事で白鷗大学大学院の院長）、秋山賢三（弁護士）らを招き「取調べの録画・録音（取調べの可視化）」について議論。土本は可視化をすると、むしろ冤罪が増える可能性があると発言した。
地元メディアでは、NNN系列のKYT鹿児島読売テレビが、当時の志布志署長と警部に対する直撃取材を含むNNNドキュメント『嘘ひいごろ』（2006年9月17日）と第2弾『続・嘘ひいごろ』（2007年3月4日）を放送。さらに、日本テレビ製作で再現ドラマを交えた『報道ドラマスペシャル でっちあげ』が、鹿児島県では9月15日に、首都圏では翌16日に放送された。
また、南日本放送（JRN系列）製作のラジオ番組『MBCラジオスペシャル 空白 〜志布志事件・暴走捜査の闇』が2007年度の日本民間放送連盟賞優秀賞を受賞した。
2020年3月4日18時55分からテレビ東京系で放送されたMC田村淳の「0.1％の奇跡！逆転無罪ミステリー「実録…やってないのに」衝撃冤罪！6連発」で再現ドラマで放送された。

## 文献
- 朝日新聞「志布志事件」取材班『虚罪　ドキュメント志布志事件』岩波書店、2009年5月、ISBN 4000225723
- 朝日新聞社鹿児島総局（著）『「冤罪」を追え 志布志事件との1000日』朝日新聞出版、2008年5月、ISBN 4022503580
- 粟野仁雄『警察の犯罪 鹿児島県警・志布志事件』ワック、2008年8月、ISBN 4898311237
- 梶山天『「違法」捜査 志布志でっち上げの真実』角川学芸出版、2010年2月、ISBN 4046211830
- 木村朗『メディアは私たちを守れるか？ 松本サリン・志布志事件にみる冤罪と報道被害 』凱風社、2007年11月、ISBN 4773632038
- 辻惠『デッチあげを許さない 志布志選挙違反事件の真実』イプシロン出版企画、2007年12月、ISBN 4903145301
- 日本弁護士連合会（編）『えん罪志布志事件 つくられる自白』現代人文社、2008年10月、ISBN 4877983910